# 宗教左派
宗教左派（しゅうきょうさは, 英: Religious Left）は、主に保守的あるいは右派的な宗教的諸価値に対して、進歩的・左翼的な政治的立場を主張する勢力の総称である。対義語は宗教右派。

## 概観
その起源は18世紀後半に全盛期を迎えた啓蒙思想である。当時はその殆んどが異端として総括されてしまい、衰退に向かう。
しかし、大衆社会が一般的になるに従って、宗教左派は影響力を持ち始める。1970年代には高度経済成長に伴った消費主義により、自己保全型信仰が普及する。これは信仰を公私に峻別する俗人主義を台頭させ、宗教左派の進歩主義的な側面を増長させ、宗教を副次的にした。
21世紀では宗教右派が復興し、再び守勢に回っている。

### キリスト教
19世紀末葉に啓蒙思想が浸透し始め、中世の伝統(スコラ学)との関係を均衡させるべく生まれたモダニズムが起源とされる。その理念は教義を発展的なものと解釈し、その修正を可とするのが特徴である。しかし、当時の教皇ピウス10世に異端とされる。
20世紀初期にはその流れを汲む自由主義神学が台頭する。この神学は三位一体と聖書を信じる正統信仰から離れていることが多い為、モダニズムと同様に異端に分類される向きがある。
1940年代になるとエキュメニズムの影響で、科学や世俗に限らず、他宗教と調和する傾向が醸成された。
アメリカの場合、カトリック教徒は「教皇空位主義者」(Sedevacantist、対立教皇を参照）を除き、中絶や同性愛を容認するキリスト教左派が多い。アメリカのカトリック教徒がリベラルな民主党の貴重な支持層である事からもそれは窺える。（カトリック教会自身が中絶容認の立場という訳ではなく、またマイク・ペンスのような保守的な信徒もいる。）
20世紀後半から、解放の神学がキリスト教左派に新しく加わっている。
現在のキリスト教左派には大きく分けて、以下の二つの立場があるとされている。
- 自由主義神学、マリアの処女降誕やイエスの復活を科学的・歴史的事実としないのが特徴。プロ・チョイスを含む。
- 解放の神学、「行い」は物心両面に必要性を有すると主張するのが特徴。

## 日本における宗教左派
日本においては戦前、国家神道（神社本庁）と対立していた経緯から仏教やキリスト教に多い。近年は、新宗教を中心とした宗教右派（統一教会など）が台頭しているため守勢に回っている。
日本最大の新宗教である創価学会は反戦主義などの点から左派に分類されることも、自民党との協力や日本共産党との対立から右派に分類されることもある。新日本宗教団体連合会は自民党候補を支持することもある。
- 全日本仏教会
- 日本キリスト教協議会
- キリスト教社会派
- 大本（戦後） - 戦前は昭和神聖会など宗教右派的だったが転向した例。